# Valentin Gheorghe
Valentin Gheorghe, né le 14 février 1997 à Ploiești en Roumanie, est un footballeur roumain qui évolue au poste d'ailier droit à l'Universitatea Cluj.

## Biographie

### Astra Giurgiu
Valentin Gheorghe débute en professionnel avec le club de l'Astra Giurgiu qui lui donne sa chance le 31 juillet 2016, où il joue son premier match face au Pandurii Târgu Jiu, en championnat (0-0). Le 27 juillet 2017, il joue son premier match de coupe d'Europe à l'occasion d'une rencontre qualificative pour la Ligue Europa, face au FK Oleksandria (0-0).
Gheorge s'impose comme un élément important de l'équipe première au cours de la saison 2019-2020.

### Steaua Bucarest
Le 3 septembre 2021, Valentin Gheorghe s'engage en faveur du Steaua Bucarest pour un contrat de cinq ans.

### En sélection nationale
Le 21 mars 2019, Valentin Gheorghe reçoit sa première sélection avec l'équipe de Roumanie espoirs face à l'Espagne. Il est titulaire ce jour-là et les Roumains s'inclinent sur le score d'un but à zéro.